# Turnverein Gladbeck

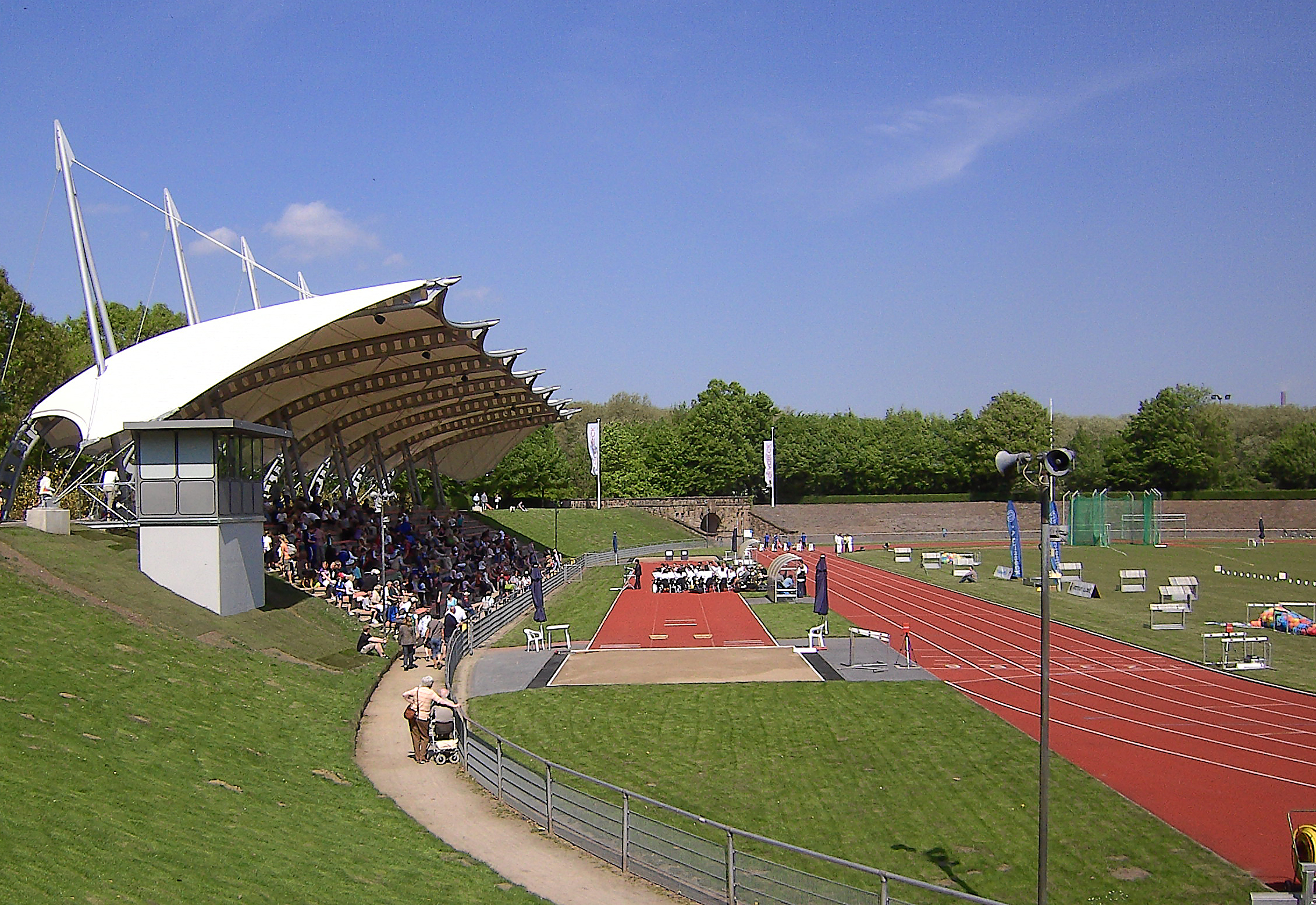
Stadion Gladbeck

Der Turnverein Gladbeck ist ein 1912 gegründeter Mehrsparten-Sportverein aus Gladbeck (Kreis Recklinghausen). In den Abteilungen Basketball, Handball, Leichtathletik, Koronarsport, Turnen, Volleyball, Fechten sowie Karate wird für ca. 1300 Mitglieder Sport für jedermann angeboten. Damit ist der Turnverein der zweitgrößte Sportverein in Gladbeck.
Die Leichtathletikabteilung genießt mit ihren überregionalen Erfolgen einen beachtlichen Stellenwert in Gladbeck. Der Zehnkämpfer Christopher Hallmann wurde 2004 in den Farben der Gladbecker mit 8.045 Punkten Deutscher Meister. Christina Haack wurde 2011 Deutsche Meisterin über 200 Meter.
Die Volleyballabteilung spielte mit ihrer 1. Frauenmannschaft seit 2004 in der Regionalliga und in der Saison 2009/10 und wieder von 2011 bis 2018 in der 2. Bundesliga. Die 1. Männermannschaft pendelt mit wechselseitigem Erfolg zwischen Oberliga und Regionalliga. Die Abteilung wurde im Januar 2007 zum Verbandsstützpunkt des Westdeutschen Volleyball-Verbands (WVV) ernannt.
Sportlich beheimatet ist der TV Gladbeck schwerpunktmäßig zum einen im Stadion Gladbeck (Leichtathletik), zum anderen in der Artur-Schirrmacher-Halle (Leichtathletik, Volleyball u. a.). Sitz des Vereins ist die Geschäftsstelle innerhalb der Artur-Schirrmacher-Halle.
Am 23. Mai 2015 fand die 12. Auflage des Borsig-Meetings statt. Dieser Wettkampf lockt seit 2004 etliche Topathleten aus ganz Deutschland nach Gladbeck. 2015 gab es einen Teilnehmerrekord von 650 Athleten.